# Wellsville, Kansas
Wellsville är en ort i Franklin County i Kansas. Orten har fått sitt namn efter järnvägsingenjören D.L. Wells. Vid 2010 års folkräkning hade Wellsville 1 857 invånare.